# Séidou Barazé
Séidou Barazé Guero (ur. 20 października 1990 w Abomey) – beniński piłkarz grający na pozycji środkowego obrońcy. Od 2021 jest zawodnikiem FCSR Haguenau.

## Kariera klubowa
Swoją karierę piłkarską Barazé rozpoczął w kameruńskim klubie Njala Quan Sports Academy, w którym w 2007 roku zadebiutował w drugiej lidze kameruńskiej. W 2008 roku odszedł do Kadji Sports Academy, a w 2009 został piłkarzem benińskiego Tonnerre d’Abomey FC. W sezonie 2011/2012 został z nim wicemistrzem kraju. W sezonie 2012/2013 grał w omańskim Al-Nasr Salala, a w 2013 przeszedł do Mogas 90 FC. W sezonie 2013/2014 był piłkarzem marokańskiej Hassanii Agadir, a w sezonie 2014/2015 innego klubu z Maroka, Kawkabu Marrakesz. Następnie grał w takich klubach jak: kuwejcki Al-Fahaheel FC (2015-2016), libijski Al-Ittihad Trypolis (2016), egipski Pharco FC (2017), fiński Oulun Palloseura (2017) oraz francuskie UMS Montélimar (2018), Moulins Yzeure Foot (2018-2019) i SC Schiltigheim (2020-2021). Latem 2021 przeszedł do FCSR Haguenau.

## Kariera reprezentacyjna
W reprezentacji Beninu Barazé zadebiutował 9 lutego 2011 roku w przegranym 2:3 towarzyskim meczu z Libią, rozegranym w Trypolisie. W 2019 roku został powołany do kadry do na Puchar Narodów Afryki 2019. Wystąpił w nim w czterech meczach: grupowych z Ghaną (2:2), z Gwineą Bissau (0:0) i z Kamerunem (0:0) oraz w ćwierćfinale z Senegalem (0:1).